# Der Hund der Baskervilles (1981)
Die Abenteuer von Sherlock Holmes und Doktor Watson: Der Hund der Baskervilles (russisch Приключения Шерлока Холмса и доктора Ватсона: Собака Баскервилей, Prikljutschenija Scherloka Cholmsa i doktora Watsona: Sobaka Baskerwilei) ist der dritte Teil des sowjetischen TV-Mehrteilers Die Abenteuer von Sherlock Holmes und Dr. Watson, die auf Krimigeschichten über Sherlock Holmes von Arthur Conan Doyle basiert. Der Hund der Baskervilles ist die Verfilmung des gleichnamigen Romans des englischen Schriftstellers.

## Handlung
In der englischen Grafschaft Devonshire ist der Besitzer des Schlosses von Baskerville Hall, Sir Charles Baskerville, unter mysteriösen Umständen ums Leben gekommen. Obwohl er eines natürlichen Todes gestorben zu sein scheint, wurden neben der Leiche große Spuren eines unbekannten Wesens entdeckt. Da in Kürze der Neffe und einzige Erbe des Verstorbenen, Sir Henry Baskerville, aus Kanada eintreffen soll, macht sich der Familienarzt Dr. Mortimer Sorgen um seine Sicherheit. Er sucht Sherlock Holmes und Dr. Watson auf und erzählt ihnen über den alten Fluch vom riesigen Hund in den Torfmooren von Dartmoor, der einst den lasterhaften Vorfahren der Baskervilles, Sir Hugo, tötete. Als Henry Baskerville eintrifft, wird sofort klar, dass Mortimers Befürchtungen nicht grundlos waren: Zuerst werden zwei Schuhe Henrys gestohlen, die Henry vor seine Hoteltür gestellt hat um sie reinigen zu lassen, jedoch immer nur einer von zwei Paaren. Dann bekommt er ein aus einer Zeitung ausgeschnittenes Warnschreiben. Holmes und Watson stellen fest, dass Sir Henry auch von einem mysteriösen Mann in einem Cab beobachtet wird. Dieser schafft es unerkannt zu bleiben.
Holmes schickt Watson nach Dartmoor mit dem Auftrag, Sir Henry zu bewachen und ihm Bericht zu erstatten. Die trostlose Gegend von Dartmoor bedrückt die beiden sehr. Während Henry davon träumt, Elektrizität nach Baskerville Hall zu leiten, lernt Watson die Bewohner von Dartmoor kennen: darunter den Naturwissenschaftler und Entomologen Jack Stapleton mit seiner Schwester Beryl, die verschwiegene Laura Lyons, den kauzigen Frankland sowie den Butler John Barrymore mit seiner Frau Eliza. Insbesondere der Letztere führt sich sehr geheimnisvoll auf und macht sich schnell verdächtig. Nachdem Watson und Henry Barrymore dabei erwischen, wie er Leuchtsignale aufs Moor hinaussendet, stellen sie ihn zur Rede. Es stellt sich heraus, dass der Bruder von Eliza der geflohene Sträfling Seldon ist und sich auf den Mooren versteckt. Doch er ist nicht der Einzige: Watson bekommt von Frankland einen Tipp, dass noch jemand in den verlassenen Schäferhütten hausen soll.
Watson begibt sich in die Hütte und stellt fest, dass es Sherlock Holmes ist, der ihn die ganze Zeit unbemerkt überwachte, um den wahren Täter ungehindert zu ermitteln. Sherlock weist gerade Watson in sein Wissen ein, als sie einen Aufschrei hören: Weil er einen von Sir Henry an Barrymore geschenkten Mantel trägt, wird Seldon vom Hund angefallen und bricht sich das Genick.
Watson und Holmes stellen aufgrund der Ansicht des Familienporträts von Sir Hugo Baskerville und des Befragens von Laura Lyons fest, dass der Insektenliebhaber Stapleton in Wirklichkeit ein weiterer Nachfolger der Baskervilles ist und versucht, seine Konkurrenten um die Erbschaft aus dem Weg zu räumen. Insbesondere dass Sir Henry sich in seine Schwester (in Wirklichkeit seine Frau) Beryl verliebt hat, versetzt ihn in Rage. Um sein Ziel zu erreichen, bedient sich Stapleton einer riesigen schwarzen Dogge, die er mit weißem Phosphor anmalt, damit sie im Dunkeln leuchtet. Der verstorbene Sir Charles starb, als er den Hund sah und einen Herzanfall erlitt. Stapleton hatte Laura Lyons benutzt, um Sir Charles hervorzulocken.
Holmes, Watson und der aus London herbeigerufene Inspector Lestrade stellen Stapleton eine Falle, indem sie Sir Henry bitten, bei ihm zu Abend zu essen. Auf dem Rückweg wird Sir Henry vom Hund verfolgt; nur die Schnelligkeit von Lestrade bringt das Tier zur Strecke. Holmes, Watson und Lestrade befreien Beryl Stapleton, welche ihnen den möglichen Fluchtort Stapletons gibt. Stapleton versucht, zum alten Steinbruch in der Mitte des Moors zu gelangen. Bei der Verfolgung finden Holmes und die anderen dort unter anderem den fehlenden Schuh von Sir Henry. Stapleton liefert sich ein kurzes Feuergefecht mit den Verfolgern, versinkt dann jedoch im tödlichen Grimpener Sumpf. Sir Henry wird von den Barrymores und Dr. Mortimer wieder gesund gepflegt. Holmes und Watson resümieren zurück in der Baker Street zum Abschluss das Motiv und die Vorgeschichte des Täters.

## Darsteller
Hauptdarsteller:
- Wassili Liwanow – Sherlock Holmes
- Witali Solomin – Dr. Watson
- Rina Seljonaja – Mrs. Hudson
- Boryslaw Brondukow – Inspector Lestrade (gesprochen von Igor Jefimow)

Teil 1
- Jewgeni Steblow – Dr. Mortimer
- Nikita Michalkow – Sir Henry Baskerville
- Alexander Adabaschjan – John Barrymore, Sir Henrys Butler
- Swetlana Krjutschkowa – Eliza Barrymore, Sir Henrys Haushälterin
- Oleg Jankowski – Jack Stapleton
- Irina Kuptschenko – Beryl Stapleton
- Dmitri Bessonow – Butler
- Oleg Below – Cabman
- Oleg Palmow – Postmeister von Devonshire

Teil 2
- Jewgeni Steblow – Dr. Mortimer
- Nikita Michalkow – Sir Henry Baskerville
- Alexander Adabaschjan – John Barrymore
- Swetlana Krjutschkowa – Eliza Barrymore
- Oleg Jankowski – Jack Stapleton
- Irina Kuptschenko – Beryl Stapleton
- Sergei Martinson – Mr. Frankland, Vater von Laura Lyons
- Alla Demidowa – Mrs. Laura Lyons
- Oleg Palmow – Postmeister von Devonshire
- P. Leomar – Sträfling Selden

## Filmcrew
- Regie: Igor Maslennikow
- Kameraleute:
  - Dmitri Dolinin
  - Wladimir Iljin
- Ausstattung: Bella Manewitsch
- Drehbuch:
  - Igor Maslennikow
  - Juri Weksler
- Musik: Wladimir Daschkewitsch

## Unterschiede zum Roman
Das Drehbuch des Films hält sich nahe an die Originalvorlage und unterscheidet sich nur in Kleinigkeiten und Nebenhandlungssträngen. Im Vergleich zum Film ist das historische Dokument über Hugo Baskerville ausführlicher gehalten. Es gibt mehr Details über das Leben von Charles Baskerville und darüber, wie er sein Vermögen machte. Andererseits gibt es im Buch viele Kleinigkeiten, die den Film atmosphärisch machen und zum Teil aufheitern. So brechen Watson und Henry Baskerville im Film auf, um betrunken den Sträfling Seldon zu fangen. Später, nachdem Henry einen Schock durch den Hund erleidet, versucht Henry seinen Kummer durch Alkohol zu unterdrücken.
Ebenfalls sind für den Film mehrere komische Dialoge für die Charaktere erfunden wurden, so etwa Barrymores „Haferbrei, Sir“, Holmes’ Ausführung über die „Sinnesorgane von Detektiven“ und vieles mehr.
Im Buch stirbt Sir Charles Baskerville am 13. Juli, und die Ereignisse um die Ankunft seines Erben finden zwischen September und November statt. Im Film stirbt Charles Baskerville am 14. Januar, und die Handlung passiert vom späten Winter bis zum Frühlingsanfang.

## Interessante Fakten
- Es ist nicht die erste sowjetische Verfilmung des berühmten Romans von Arthur Conan Doyle. Im Jahre 1971 wurde Der Hund der Baskervilles als Fernsehfilm Sobaka Baskerwilej verfilmt. Holmes wurde von Nikolaj Wolkow dem Jüngeren und Watson von Lew Krugly dargestellt.
- Die Dialoge zwischen Sir Henry und Barrymore, die Basis für viele Witze und Anekdoten wurden, wurden von Nikita Sergejewitsch Michalkow und Alexander Adabaschjan während des Drehs improvisiert.
- Swetlana Krjutschkowa, die Barrymores Frau spielte, spielte bereits im zweiten Film, „Die Abenteuer von Sherlock Holmes und Dr. Watson“, mit – allerdings eine andere Rolle. Außerdem wurden ihre Dialoge auf ihre Bitte hin mit komischen Passagen versehen: die Schauspielerin war während der Dreharbeiten schwanger und hatte Angst, dass es für ihr Baby ungesund wäre, wenn ihr Charakter nur deprimiert und weinerlich wäre. Also folgte sie dem Ratschlag ihrer Kollegen, das ursprünglich vorgesehene Weinen durch Lachen zu ersetzen und so viel wie möglich zu reden.
- „Der Hund der Baskervilles“ ist der erste Film der Reihe, bei dem auf dedizierte Serientitel verzichtet wurde und die Folgen nur noch „Teil 1“/„Teil 2“ heißen. Dies wurde für den Rest der Reihe auch so beibehalten.
- Rechtzeitig zur russischen Premiere von „Der Schatz der Agra“ wurde „Der Hund der Baskervilles“ im englischen Fernsehen gezeigt. Regisseur Igor Maslennikow erhielt lobende Kritiken aus dem Ausland, u. a. einen Brief von Conan Doyles Tochter, die schrieb: „Hätte mein Vater diesen Film erlebt, wäre er glücklich geworden“; die Daily Mirror veröffentlichte eine Rezension mit einem Zitat von Margaret Thatcher, die diesen Film „den besten Sherlock-Holmes-Film nannte, den sie je gesehen hatte“.[1]
- In dem Sherlock Holmes Museum auf der Bakerstreet 221b, in London spielt in einer Schleife sehr britische Musik des Komponisten Wladimir Daschkewitsch.
- Die neuseeländische Münzprägeanstalt hat eine Sonderserie von 2-Dollar-Silbermünzen, die den Erzählungen über Sherlock Holmes gewidmet sind. Auf dem Avers werden Standbilder aus der sowjetischen Verfilmung verwendet.[2]

## Deutsche Version
Der Hund der Baskervilles lief im DDR-Fernsehen am 29. April 1982 im DFF 2 in einer auf 146 Minuten gekürzten Fassung. Bei der deutschen Premiere wurde der Film in Russisch mit deutschen Untertiteln ausgestrahlt; etwa ein Jahr später wurde eine deutsch synchronisierte Fassung gezeigt. Sherlock Holmes wurde von Wolfgang Lohse und Dr. Watson von Erik Veldre synchronisiert.

## Auf DVD
Eine Restaurierung der Filme für die DVD-Auswertung wurde von zwei Unternehmen unabhängig voneinander durchgeführt: das russische Label Twister und die Mosfilm-Tochter Krupny Plan. Twister brachte alle fünf Sherlock-Holmes-Filme von Igor Maslennikow zwischen 2000 und 2004 auf DVD heraus, teilweise mit Bonusmaterial. Die Krupny-Plan-Veröffentlichung erfolgte 2007, jedoch ist die Restaurierung durch Twister qualitativ besser.
Die DVD von Twister enthält russischen Ton in Dolby Digital 5.1 sowie russische und englische Untertitel. Als Bonus gibt es die Vollversion des russischen Computerspiels „Sherlock Holmes: Moriartys Rückkehr“.
Die Krupny-Plan-DVD enthält kein Bonusmaterial und nur russische Untertitel; dort ist zusätzlich zum 5.1-Remix auch der russische Monoton enthalten; dieser ist jedoch nur ein Downmix der 5.1-Tonspur.
2019 erschien bei PIDAX (lizenziert von DRA) eine neue DVD-Version von 119 Minuten Länge und nur mit deutschem Ton (Dolby Digital 2.0) als Folge 1 dieser Serie mit denselben Synchronsprechern wie oben erwähnt.